# Жуков, Владимир Николаевич
Владимир Николаевич Жуков (14 августа 1863 — предп. 1942) — полковник Российской императорской армии; участник Первой мировой войны. Кавалер шести орденов и Георгиевского оружия.

## Биография
Родился 14 августа 1863 года. По вероисповеданию — православный.
Окончил 4-й Московский кадетский корпус. В Российской императорской армии с 31 августа 1883 года. Окончил Николаевское кавалерийское училище, откуда был выпущен в Литовский 14-й драгунский полк. 14 августа 1884 года получил чин корнета. 14 августа 1888 года получил чин поручика. 26 февраля 1890 года получил чин штабс-ротмистра. В течение 10 лет командовал эскадроном. 15 марта 1897 года получил чин ротмистра. 7 марта 1907 года получил чин подполковника. 6 декабря 1910 года получил чин полковника императорской армии. По состоянию на 1 марта 1914 ода находился в том же чине и служил в том же полку.
Участвовал в Первой мировой войне. По состоянию на 1 августа 1916 ода находился в том же чине. До 30 декабря 1916 года служил в 14-м драгунском полку. С 30 сентября 1916 года по 26 марта 1917 года был командиром Сумского 1-го гусарского полка.
Дата и место смерти не установлены. Известно, что в 1942 году в Ленинграде скончался некий Владимир Николаевич Жуков, родившийся в 1863 году, однако нет данных о том, был ли это тот самый Жуков или его полный тёзка.

## Награды
- Георгиевское оружие (24 ноября 1916)[1];
- Орден Святого Владимира 3-й степени с мечами (17 августа 1915)[1];
- Орден Святого Владимира 4-й степени с мечами и бантом (8 марта 1915)[1];
- Орден Святой Анны 2-й степени (8 марта 1915)[1];
- Орден Святой Анны 3-й степени (1905) с мечами и бантом (25 августа 1915)[1];
- Орден Святого Станислава 2-й степени (1911) с мечами (27 февраля 1915)[1];
- Орден Святого Станислава 3-й степени (неизвестно) с мечами и бантом (25 июня 1916)[1]